# Mesosa perplexa
Mesosa perplexa är en skalbaggsart som beskrevs av Francis Polkinghorne Pascoe 1858. Mesosa perplexa ingår i släktet Mesosa och familjen långhorningar.
Artens utbredningsområde är Taiwan. Inga underarter finns listade i Catalogue of Life.